# Campionat del Món de natació de 2007
El Campionat del Món de natació de 2007 va ser una competició esportiva que se celebrà a la ciutat de Melbourne (Austràlia) entre els dies 17 de març i 1 d'abril de 2007 sota l'organització de la Federació Internacional de Natació (FINA). Aquesta fou la tercera vegada que aquesta competició internacional es realitzà a Austràlia després de les edicions de 1991 i 1998 (ambdues a Perth).
Es realitzaren competicions de natació, natació en aigües obertes, natació sincronitzada, salts i waterpolo.

## Proves
- Natació al Campionat del Món de natació de 2007
- Natació en aigües obertes al Campionat del Món de natació de 2007
- Natació sincronitzada al Campionat del Món de natació de 2007
- Salts al Campionat del Món de natació de 2007
- Waterpolo al Campionat del Món de natació de 2007

## Medals table
Seu 
| Posició | País            | Or | Plata | Bronze | Total |
| 1       | Estats Units    | 21 | 14    | 5      | 40    |
| 2       | Rússia          | 11 | 6     | 8      | 25    |
| 3       | Austràlia       | 9  | 9     | 8      | 26    |
| 4       | R.P. de la Xina | 9  | 5     | 2      | 16    |
| 5       | França          | 3  | 2     | 2      | 7     |
| 6       | Alemanya        | 2  | 5     | 4      | 11    |
| 7       | Polònia         | 2  | 1     | 1      | 4     |
| 8       | Sud-àfrica      | 2  | 0     | 1      | 3     |
| 9       | Japó            | 1  | 4     | 8      | 13    |
| 10      | Canadà          | 1  | 3     | 1      | 5     |
| 11      | Itàlia          | 1  | 2     | 6      | 9     |
| 12      | Suècia          | 1  | 1     | 1      | 3     |
| 13      | Corea del Sud   | 1  | 0     | 1      | 2     |
| 13      | Ucraïna         | 1  | 0     | 1      | 2     |
| 15      | Croàcia         | 1  | 0     | 0      | 1     |
| 16      | Espanya         | 0  | 4     | 3      | 7     |
| 17      | Regne Unit      | 0  | 2     | 3      | 5     |
| 17      | Països Baixos   | 0  | 2     | 3      | 5     |
| 19      | Zimbàbue        | 0  | 2     | 0      | 2     |
| 20      | Hongria         | 0  | 1     | 1      | 2     |
| 21      | Belarús         | 0  | 1     | 0      | 1     |
| 21      | Suïssa          | 0  | 1     | 0      | 1     |
| 23      | Àustria         | 0  | 0     | 1      | 1     |
| 23      | Dinamarca       | 0  | 0     | 1      | 1     |
| 23      | Egipte          | 0  | 0     | 1      | 1     |
| 23      | Grècia          | 0  | 0     | 1      | 1     |
| 23      | Veneçuela       | 0  | 0     | 1      | 1     |
| Total   | Total           | 66 | 65    | 64     | 195   |